# Helen Prejean
Pour les articles homonymes, voir Préjean.
 (août 2009).
Si vous disposez d'ouvrages ou d'articles de référence ou si vous connaissez des sites web de qualité traitant du thème abordé ici, merci de compléter l'article en donnant les références utiles à sa vérifiabilité et en les liant à la section « Notes et références ».
Helen Prejean (née le 21 avril 1939 à Bâton-Rouge, en Louisiane) est une religieuse catholique américaine, connue par le combat qu'elle mène contre la peine de mort, faisant campagne pour son abolition partout dans le monde.

## Biographie
Helen Prejean est entrée à l'Institut des sœurs de saint Joseph en 1956.
Ayant décidé de dédier sa vie aux plus pauvres de La Nouvelle-Orléans, elle a commencé à exercer un ministère en prison en 1981. C'est alors qu’elle a fait la connaissance d'Elmo Patrick Sonnier (1950-1984), condamné à mort pour le meurtre de deux adolescents. Ce dernier lui a demandé de devenir son conseiller spirituel et elle l’a accompagné jusqu'à son exécution sur la chaise électrique en 1984.
De cette expérience, et de celle de quatre autres condamnés, notamment Robert Lee Willie, qu'elle a suivi jusqu'au dernier instant, elle en a tiré un livre, Dead Man Walking (en), pour témoigner et lutter pour l'abolition de la peine de mort aux États-Unis. Ce livre a été un best-seller mondial, et il a donné lieu au film La Dernière Marche, de Tim Robbins, dans lequel son personnage est incarné par Susan Sarandon, qui joue en compagnie de Sean Penn, ainsi qu'à un opéra, Dead Man Walking, de Jake Heggie, créé en 2000 par Susan Graham dans le rôle de sœur Helen ; cet opéra a également été interprété et enregistré par Joyce DiDonato. 
Helen Prejean dénonce également le biais raciste dans l'application de la peine de mort aux États-Unis, les meurtriers de personnes blanches ayant plus de risques d'y être condamnés que ceux de personnes non blanches. Sœur Helen  se bat pour que les États-Unis renoncent à la peine capitale, cofondant avec Malik Rahim (un ex-Black Panther) l'association Pilgrimage for Life.

## Œuvres
- (fr) La Mort des innocents : un témoignage oculaire sur les exécutions arbitraires (trad. de l'anglais), Paris, Buchet-Chastel, 2007, 349 p. (ISBN 978-2-283-02232-0)
- (fr) La Dernière Marche : une expérience du couloir de la mort (trad. de l'anglais), Paris, France Loisirs, 1996, 366 p. (ISBN 2-7242-9572-2)

## Récompenses
- 1996: prix de la Paix de Pax Christi
- 1998: prix Pacem in Terris
- 2005: prix de la Paix de la ville d'Ypres
- 2008: prix de la Paix du Conseil méthodiste mondial